# 조닌

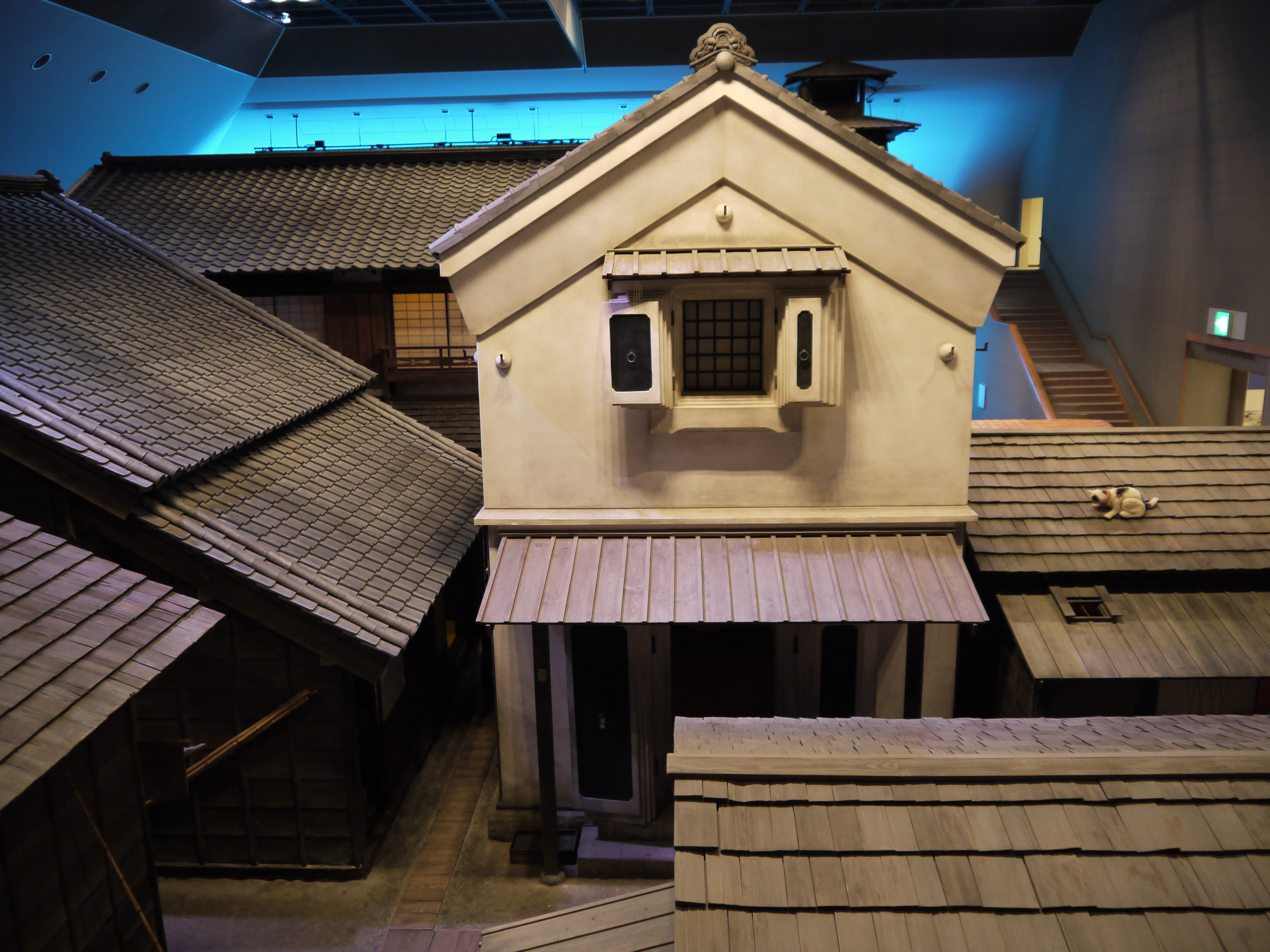
에도 시대 후기의 에도 후카가와 후카가와 에도 자료관)

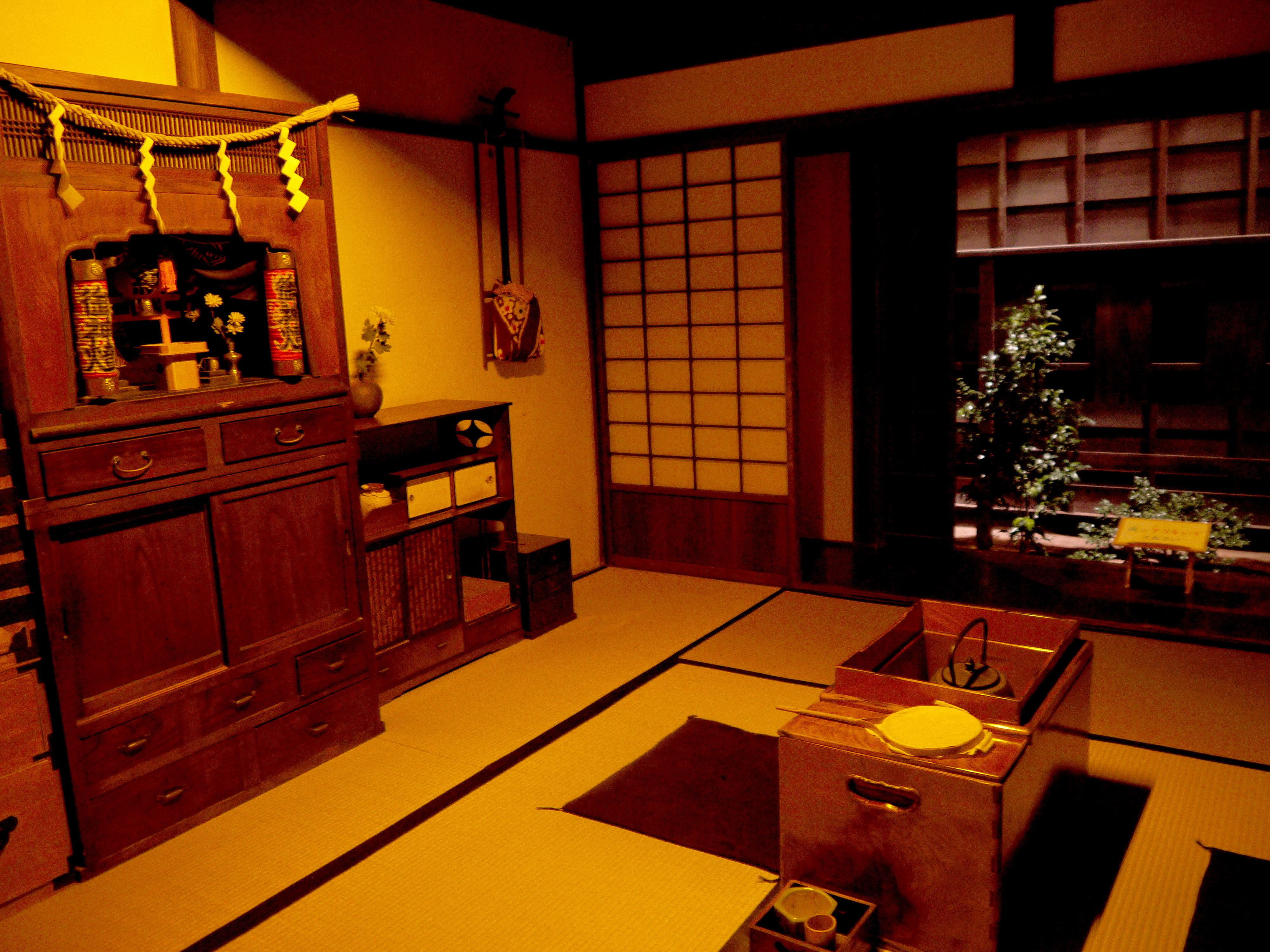
상가의 실내 (후카가와 에도 자료관)

조닌(町人)은 에도 시대에 도시에 거주하던 장인, 상인을 총칭한 말이다. 조(町)는 ‘도시’ 또는 ‘도회지’를 의미한다.

## 개요
16세기 후반에서 17세기 전기에 사회적 분업에 기초한 신분 제도(사무라이, 백성, 서민)가 성립되었다. 각 영주는 라쿠이치, 라쿠자(樂市·樂座) 정책을 실시하여 면세 특권과 영업의 자유의 승인 등으로 상공업을 마을에 유치했다. 이에 따라 직업으로 농업과 분리가 촉진되어 더 전문성이 높아졌다.
우수한 기술력과 풍부한 자본은 사무라이를 압도하였고, 자신의 도시 문화(상인 문화)를 형성, 발전시키는 데 이바지했다.
조닌들은 특히 집과 대지를 소유한 가지층(家持)으로 큰길에 점포를 짓는 부르주아 계급인 부유한 무리부터 뒷골목의 하층민까지 계급적 차이가 있었고, 부유한 조닌은 도시의 정치와 공무에도 참여하며 도시의 관리를 선택할 수 있는 선거권과 피선거권을 갖는 등 사회적 신분이나 공적 권리, 의무도 있었다.
또한 부유한 상인으로서 사회적 역할의 하나로 임대 주택을 지어 임대료를 받고, 임차인에게 빌려주는 관습이 있었다. 그리고 대가를 고용하는 임차인에게 임대료 징수와 여러 잡무 등 공동 주택의 관리 운영을 맡기고 그 대가로 임대료 면제 등 혜택을 주었다.
도시는 부자, 하층 조닌과 다른 몰락한 도시 하층민을 비롯한 다양한 계층의 사람이 거주하고 있었으며, 만담 등에 나오는 팔공(八公), 웅공(熊公)은 세입자였기 때문에 조닌은 아니었다.
전후 실증주의적 역사 연구에서 조닌(町人), 직인(職人), 상인(商人) 등 근세 사회 집단에 관한 연구를 진행했었다. 1975년에 나카이 노부히코는 조닌 소학관, 《일본의 역사》(日本の歴史)에서 체계적인 조닌론을 펼쳤다. 1980년대 이후에는 중세사 분야에서 아미노 요시히코와 사쿠라이 에이지 등 상인, 장인 연구와 상호 관계하여 요시다 노부유키, 츠카 다카시 등 도시사(都市史) 연구 진척에 따라 조닌 연구가 진전되었다.

## 여성
마치뇨오보(町女房)는 에도 시대의 도시, 조닌 가정에 사는 여성의 총칭이었다. 도회지는 마을 쪽, 산 쪽, 포구 쪽에 대한 ‘도시성’, 무가, 사찰에 대한 ‘민간성’, 유곽에 대한 ‘현세성’을 의미하는 말이었으며, 마치뇨오보는 즉 에도 시대 도시의 민간에 사는 일반 여성을 지칭하는 말이었다. 야마기시 카요(山岸荷葉)의 소설 《마치뇨오보》(町女房)(1906년)는 에도 시대의 도시 생활의 연장선상에 있는 메이지 시대의 도시 여성을 그린 것이다.

## 참고자료
- 『町女房』, 山岸荷葉, 春陽堂, 1906년 7월